# Савезни центар за технолошка образовања Минас Жераис
Савезни центар за технолошки образовања Минас Жераис (Centro Federal de Educação Tecnológica de Minas Gerais или CEFET-MG) је најстарији универзитет у Бразилу, налази се у Бело Хоризонту, Минас Жераис. Отворен је 8. септембра 1910. године.
То је технолошко образовна институција која нуди широк спектар курсева у држави Минас Жераис, на југоистоку Бразила. Са око 15.000 студената, 650 професора и 400 чланова особља, установа обавља наставу и истраживања на средњим и вишим нивоима образовања.

## Галерија
- Улаз у један од кампуса
- Атлетска стаза Универзитета
- Студенти Универзитета
- Библиотека
- Кампуси